# Dom grecki

Uproszczony plan domu greckiego

Dom grecki (gr. οἶκος oikos) – typ domu budowanego w starożytnej Grecji i charakterystycznego dla cywilizacji greckiej rozprzestrzenionej w basenie śródziemnomorskim i czarnomorskim.
Jego konstrukcja architektoniczna na przestrzeni czasu ewoluowała od prymitywnej postaci szałasowej poprzez formę elipsoidalną i absydialną aż do rozwiniętej budowli na planie prostokąta.

## Ogólne cechy rozwojowe
W czasach archaicznych (X–VI wiek p.n.e.) rolę domostw pełniły szałasy wzniesione na planie koła (niekiedy dzielone na parę pomieszczeń). Z nich wykształciły się drewniane domy dla ubogiej ludności i domy z kamienia dla zamożnych. Budynki drewniane miały izbę pełniącą funkcję mieszkalną, z ogniskiem pośrodku, a światło przenikało jedynie przez otwór wejściowy.
Budynki kamienne, wykształcone z megaronu w okresie mykeńskim, wznoszone były na planie prostokąta. Składały się z trzech części: dziedzińca wewnętrznego (na którym skupiało się życie rodzinne) otoczonego magazynami i izbami dla niewolników, z pomieszczeń dla mężczyzn (andron) i dla kobiet (gynaikon).

Plan mykeńskiego megaronu: przedsionek (1) z kolumnowym portykiem oraz główne pomieszczenie (2) z otoczonym kolumnami domowym ogniskiem

Charakterystyczny był też dla nich kolumnowy portyk i przedsionek; elementy dodatkowe (podtrzymujące słupy, belkowanie, przyczółki) wykonywano nadal z drewna. Ten pochodzący niewątpliwie ze Wschodu typ domu, który rozpowszechnił się w czasach panowania kultury egejskiej, został przez Greków przejęty i udoskonalony – z megaronem o dachu dwuspadowym i otworami świetlnymi, który następnie mógł znaleźć zastosowanie w konstrukcji greckiej świątyni.
Sam megaron (μέγαρον) był prostokątną salą reprezentacyjną, zawsze stanowiącą w okresie późnomykeńskim (XIII-XII w. p.n.e.) centrum zamożnego domu lub zespołu zabudowań dworu. Poprzedzał go przedsionek (prodomos), do którego wiodło główne wejście (aithousai) usytuowane zawsze od słonecznego południa lub wschodu. Środek sali o kamiennej posadzce zajmowało wzniesione nieco nad poziom i okolone 4 kolumnami (kiones) ognisko domowe (heschare), z którego dym uchodził przez pozostawiony w dachu otwór. Zwykle dekorowany i bogato wyposażony megaron będący miejscem zebrań i wspólnych posiłków (nawet dla kilkudziesięciu osób), otaczały ściśle oddzielone od niego pomieszczenia dla kobiet (gynaikonítis), stanowiące tylną część domu.
W V wieku p.n.e. ustalił się w kulturze Greków typ domu jako budowli na ogół jednopiętrowej, murowanej z wypalanych cegieł na kamiennej podmurówce – z frontowym dziedzińcem, ku któremu zwrócony był kompleks zabudowań, i z pobocznymi pomieszczeniami gospodarskimi. W głębi znajdował się właściwy dom, ukształtowany zewnętrznie na podobieństwo świątyni (portyk z tympanonem i kolumnowy przedsionek poprzedzający recepcyjny megaron i boczne sypialnie), i z okalającym całość murem.
Domy miejskie okresu klasycznego budowane na planie promienistym, cechowały się zwartą bryłą ujętą w czworoboku otwartym na wewnętrzny dziedziniec (aule). Stamtąd prowadziły wejścia do wspólnej izby rodzinnej (oikos), biesiadnej izby mężczyzn (andronitis)), oraz pokojów kobiecych i sypialni, które w budynkach piętrowych często lokowano na piętrze. Ściany pokrywano jednobarwnymi tynkami, podłogi wykładano mozaikami albo (zależnie od zamożności właściciela) ubitą gliną i drobnymi kamykami. Istotnym uwarunkowaniem tej architektury był fakt, że do domów prywatnych wodociągami nie doprowadzano wody, przeznaczonej zasadniczo dla miejsc publicznych (basenów kapielowych, źródeł-zdrojów, nimfeów itp.). Nie służyły temu również powstające w czasach późnohellenistycznych cysterny podziemne.
Ten typ budownictwa mieszkalnego przetrwał do czasów hellenistycznych, różniąc się wówczas tylko zwiększoną liczbą pomieszczeń (do 10), zastosowanym wystrojem, rodzajem użytych materiałów itp. Prosty dziedziniec wewnętrzny zastąpiono perystylem z basenem, dobudowano eksedrę. W zamożnych domach miejskich ściany dekorowano okazałymi malowidłami, a podłogi wielobarwnymi mozaikami; otwory drzwiowe przegradzano zasłonami, okna na piętrze wyposażano w drewniane okiennice.

## Kwestie kontrowersyjne

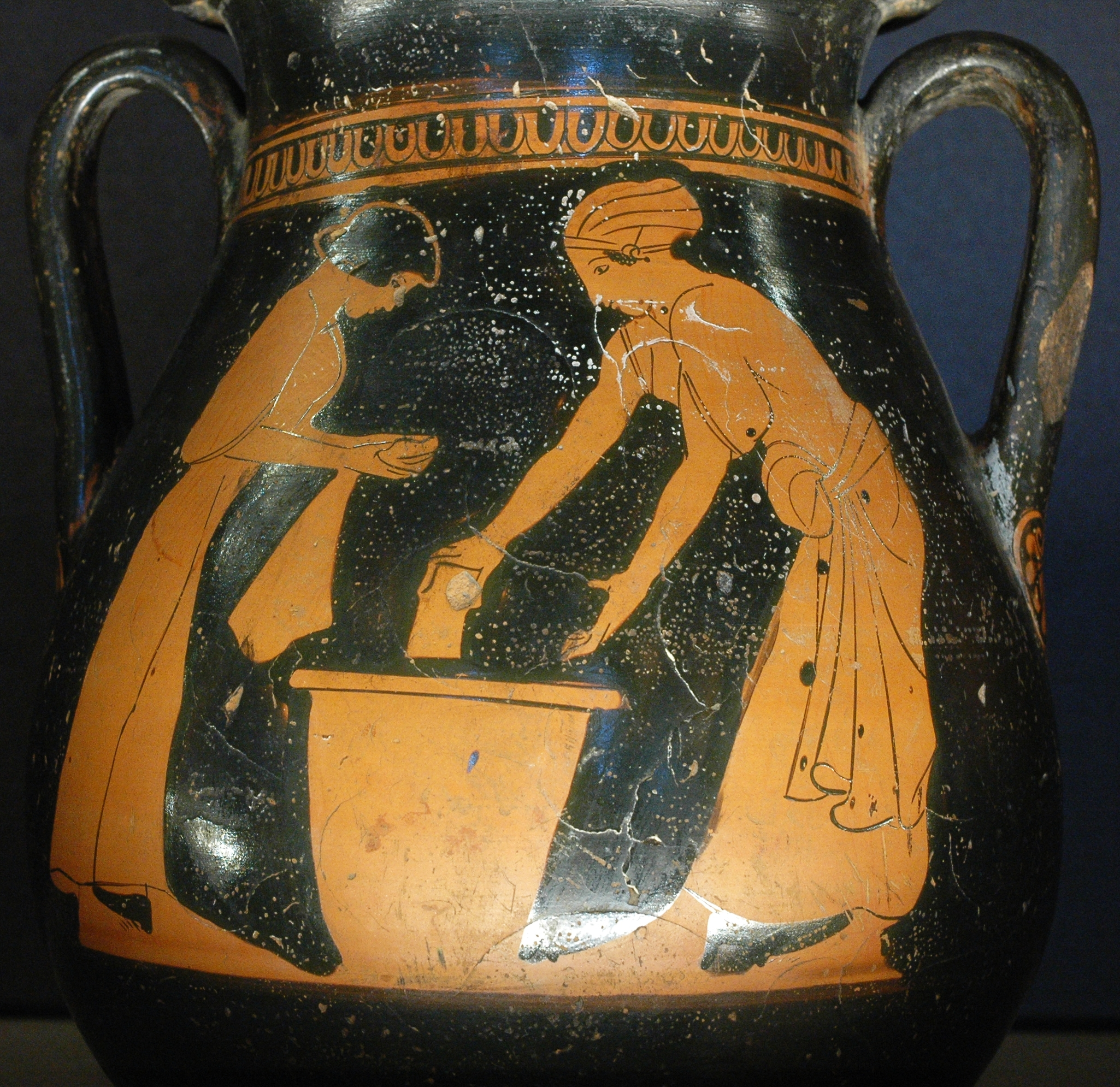
Domowe zajęcia kobiet: pranie odzieży (z wazy greckiej, 470-460 p.n.e.)

Nadal niejasna jest i wzbudza spory kwestia rozgraniczenia domostwa na część męską (andronitis) i żeńską (gynaikonitis, gynaikon). Wskazuje się, że zwykle umiejscawiane na łatwiejszym do izolowania piętrze, pomieszczenia przeznaczone dla kobiet mogły też znajdować się w części parterowej, m.in. dla łatwiejszego dostępu do wody koniecznej dla wykonywania prac domowych. Różnice te nie wynikają czytelnie z danych wykopaliskowych, gdyż nie zachowały się wyższe piętra okazalszych domów, które zresztą należały do warstw zamożniejszych i częściej pojawiały się dopiero w IV wieku p.n.e. Ze względu na niezachowanie drewnianych mebli i sprzętów archeologom niełatwo jest też określić funkcje poszczególnych pomieszczeń z ich wewnętrznym podziałem. Niejasność tę dodatkowo pogłębiają rozbieżności z informacjami zawartymi w źródłach pisanych (m.in. u Platona), które rozdzielność taką podkreślają wyraźnie.
Najbardziej rozpowszechniony typ domu odzwierciedlał bowiem społeczne realia kultury greckiej, w której do zasad należał nadzór nad kontaktami domowników z osobami zewnętrznymi. Jednakże nie miało to wprost na celu izolacji kobiet, lecz możność udostępniania określonych pomieszczeń i zapewnienie swobody odwiedzającym dom mężczyznom. Nie oznaczało to więc celowego separowania obu płci. Całkowitej izolacji stała na przeszkodzie zarówno ciągła aktywność kobiet w całym domu, jak i fakt, że mieszkańców skromnych domostw o niewielkiej powierzchni nie stać było na wyodrębnianie w nich części męskiej. Wspominane w źródłach rozdzielenie pomieszczeń mogło odnosić się zatem do bardziej rozbudowanych, zamożniejszych domów.